# オール・キラー・ノー・フィラー
『オール・キラー・ノー・フィラー』（All Killer No Filler）は、2001年5月8日にカナダで発売されたSum 41の1枚目のスタジオ・アルバム。
このアルバムは世界中で300万枚を売り上げるほどのヒットを飛ばし、アメリカ合衆国・カナダ・イギリスの三か国でプラチナレコード認定された。 
また2011年3月23日に、日本限定で10周年記念コレクションがリリースされた。
シングルカットされた曲は「Fat Lip」,「In Too Deep」,「Motivation」,「Handle This」の4曲。

## 収録曲
1. Introduction To Destruction
2. Nothing On My Back
3. Never Wake Up
4. Fat Lip
5. Rhythms
6. Motivation
7. In Too Deep
8. Summer
9. Handle This
10. Crazy Amanda Bunkface
11. All She's Got
12. Heart Attack
13. Pain For Pleasure
14. Makes No Difference(ボーナストラック)